# Aphananthe cuspidata
Lát ruối hay ngát trơn, ba côi, ki (danh páp khoa học: Aphananthe cuspidata) là một loài thực vật có hoa trong họ Cannabaceae. Loài này được Carl Ludwig Blume mô tả khoa học đầu tiên năm 1826 dưới danh pháp Cyclostemon cuspidatum (Blume coi Cyclostemon là danh từ giống trung, hiện nay coi  là danh từ giống đực nên danh pháp đúng là Cyclostemon cuspidatus). Năm 1873 Jules Émile Planchon chuyển nó sang chi Aphananthe.

## Phân bố
Sinh sống trên các sườn dốc đồi núi ở cao độ 100–900 m (đôi khi tới 1.800 m) ở miền nam Trung Quốc (trong các khu vực nam Quảng Đông, Hải Nam, nam Vân Nam), Bhutan, Ấn Độ, Indonesia, Malaysia, Myanmar, Sikkim, Sri Lanka, Thái Lan và Việt Nam.